# Gâștești, Iași
Gâștești este o localitate componentă a municipiului Pașcani din județul Iași, Moldova, România.